# CPA 2008
CPA 2008 is de meest recente versie (2013) van de Classificatie van Producten naar Activiteit.
De productclassificatie loopt parallel aan de door de Verenigde Naties gehanteerde ISIC-classificatie, die echter activiteiten weergeeft, en geen producten. De door CPA gegeven producten zijn de voortbrengselen van de in de overeenkomstige ISIC-code gegeven activiteit.
Evenals ISIC wordt de CPA aangegeven met secties, weergegeven door letters, en met zes cijfers om een diepere classificatie mogelijk te maken.

## Voorbeeld
Als voorbeeld wordt de eerste categorie genomen:
- Sectie A: Producten van de landbouw, de bosbouw en de visserij.
  - Divisie 01: Producten van landbouw en veeteelt, jacht en gerelateerde dienstverlening
    - Groep 01.1: Eenjarige gewassen
      - Klasse 01.11: Granen (met uitzondering van rijst), peulgewassen en oliehoudende zaden
        - Subklasse 01.11.1: Tarwe
          - Sub-subklasse 01.11.11: Harde tarwe